# 249823 Delmarbarker
249823 Delmarbarker este o planetă minoră (asteroid) din centura de asteroizi. A fost descoperită pe 21 martie 2001 la Observatorul Național Kitt Peak de . 
Obiectul prezintă o orbită caracterizată de o semiaxă mare de 2,3949057156097 UAi, o excentricitate de 0,11616704451366, o înclinație de 4,1027526762638 ° în raport cu ecliptica.